# Las Liebres, Valle de Santiago
Las Liebres är en ort i Mexiko.   Den ligger i kommunen Valle de Santiago och delstaten Guanajuato, i den centrala delen av landet, 240 km nordväst om huvudstaden Mexico City. Las Liebres ligger 1 717 meter över havet och antalet invånare är 307.
Terrängen runt Las Liebres är en högslätt. Runt Las Liebres är det ganska tätbefolkat, med 149 invånare per kvadratkilometer. Närmaste större samhälle är Salamanca, 12,6 km norr om Las Liebres. Trakten runt Las Liebres består till största delen av jordbruksmark.